# Пиша, Алеш
Алеш Пиша (чеш. Aleš Píša; род. 2 января 1977 года, Пардубице, Чехословакия) — чешский хоккеист, защитник. Воспитанник клуба «Пардубице». Два раза (в 2010 и 2012 годах) становился чемпионом чешской Экстралиги.

## Биография
Алеш Пиша начал свою хоккейную карьеру в родном клубе «Пардубице», дебютировав в чешской Экстралиге в конце сезона 1993/94. Он выступал в НХЛ за «Эдмонтон Ойлерз» и «Нью-Йорк Рейнджерс», а также в Российской суперлиге за «Северсталь», «Атлант» и «Торпедо». После возвращения в Чехию, дважды становился чемпионом Экстралиги в составе родного «Пардубице». В 2015 году стал играть за «Трутнов» в чешской второй лиге, где и завершил игровую карьеру в 2018 году.

## Достижения

### Командные
Чемпион Экстралиги 2010 и 2012
 Серебряный призёр Экстралиги 2007
 Бронзовый призёр Экстралиги 2011

### Личные
- Лучший защитник Экстралиги 2001

## Статистика
- Чешская экстралига — 787 игр, 249 очков (77+172)
- Чемпионат России — 163 игры, 54 очка (20+34)
- Чешская вторая лига — 63 игры, 38 очков (8+30)
- НХЛ — 53 игры, 4 очка (1+3)
- АХЛ — 73 игры, 24 очка (7+17)
- Европейские кубки — 28 игр, 10 очков (1+9)
- Сборная Чехии — 27 игр, 5 очков (1+4)
- Всего за карьеру — 1194 игры, 384 очка (115+269)